# Grand chistera
 (janvier 2019).
Si vous disposez d'ouvrages ou d'articles de référence ou si vous connaissez des sites web de qualité traitant du thème abordé ici, merci de compléter l'article en donnant les références utiles à sa vérifiabilité et en les liant à la section « Notes et références ».

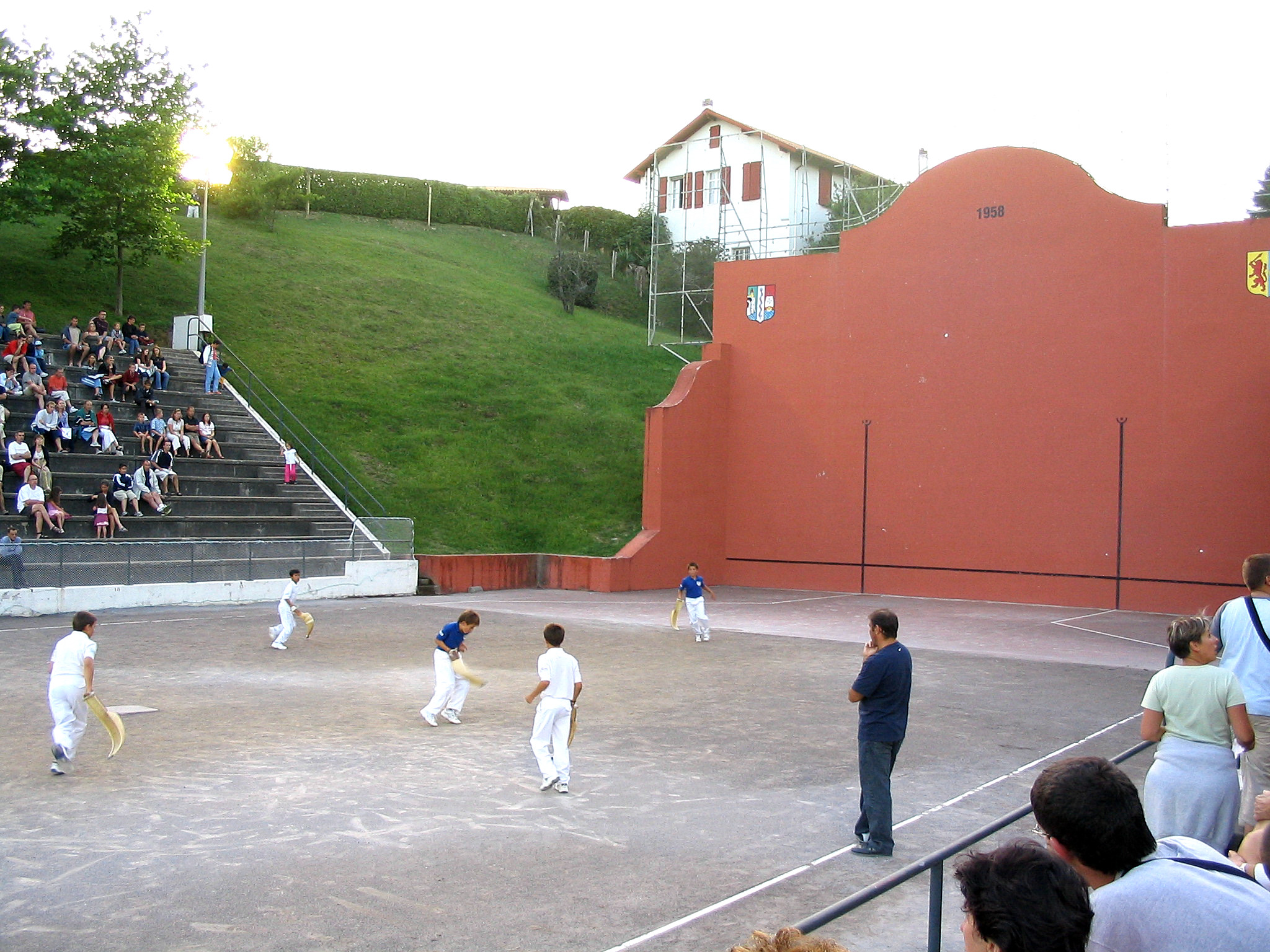
Partie de grand chistera sur le fronton de Bidart

Le grand chistera ou communément appelé « la chistera », est l'une des vingt-deux spécialités de pelotes basques reconnues par la Fédération française de pelote basque. 
Le grand chistera est la spécialité ayant fait connaître la pelote basque en dehors des frontières du Sud-Ouest : on la retrouve à Paris, Bordeaux, Cannes, Toulouse ou encore à Marseille.

## Histoire
Le chistera a été inventé en 1857 à Saint-Pée-sur-Nivelle par Jean Dithurbide, dit « Gaintchiki ». L'instrument était alors court et relativement plat. On jouait limpio, c'est-à-dire sans temps d'arrêt dans le gant. Peu à peu, le chistera a évolué et une version plus longue et plus profonde a commencé à être utilisée. Le grand chistera est apparu pour la première fois en 1892. Il est dérivé du petit chistera, joko garbi, qui se joue avec un chistera plus court et moins profond.

## Règles du jeu
Deux équipes s’affrontent sur un fronton long de 80 mètres et utilisent un chistera, sorte de panier en osier, permettant d’envoyer la pelote contre le mur. Chaque équipe est composée de trois joueurs : un avant gauche, un avant droit (qui tient généralement le rôle de buteur) et un arrière.
Le premier but (engagement) est tiré au sort. Chaque équipe renvoie à tour de rôle la pelote contre le fronton, et ce jusqu'à ce qu'une faute ne soit commise.
Il y a faute :
- lorsque la pelote n'est pas reprise ou n'est pas renvoyée au mur ;
- lorsque la pelote rebondit en dehors des limites de jeu ;
- lorsque la pelote fait plus d'un rebond ;
- lorsque la pelote est gardée trop longtemps dans le chistera (atxiki) ;
- lorsque la pelote rebondit dans le chistera (pumpa) ;
- lorsqu'un joueur rattrape une pelote qui a été touchée par l'un de ses partenaires.

Quand une équipe fait une faute, l'équipe adverse marque un point et récupère le but.
Les parties se déroulent en 40 points.
Les parties officielles sont encadrées par cinq juges.

## Aire de jeu

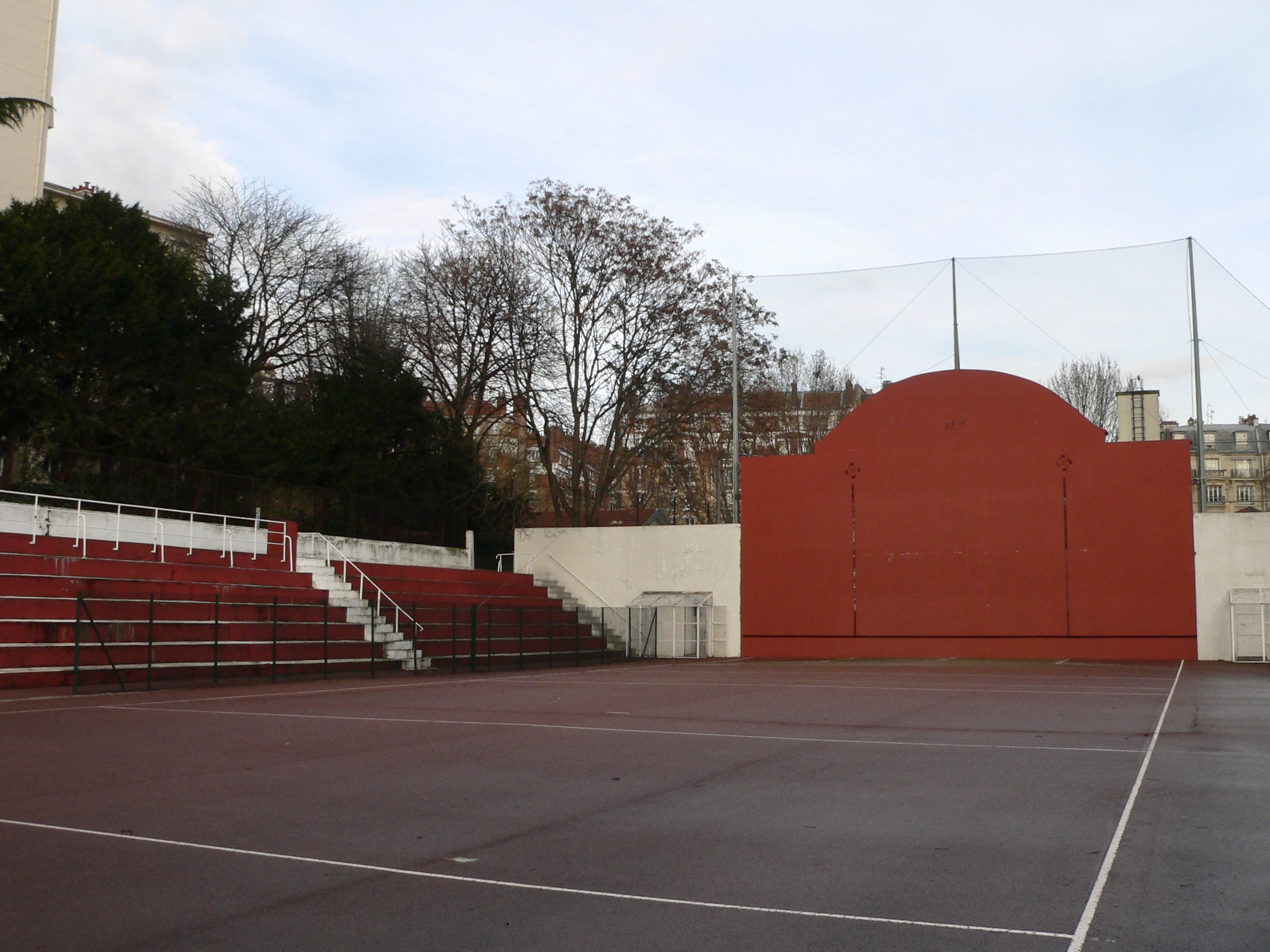
Fronton "Chiquito de Cambo" situé à Paris

Le grand chistera se joue sur un fronton dont les dimensions sont réglementées par la FFPB. Le mur de frappe, appelé frontis, peut faire jusqu'à 10 mètres de haut et 16 mètres de large. L'aire de jeu, appelée kantxa, doit être longue de 80 mètres. Elle peut être en enrobé ou en terre battue.
Ces normes donnent un cadre à respecter mais chaque fronton reste différent. La physionomie d'une partie peut entièrement changer en fonction de la surface de jeu ou de la dimension du mur. Un grand fronton, comme à Bidart, favorisera les joueurs puissants alors qu'un fronton plus petit, Guéthary par exemple, sera idéal pour les équipes adroites et techniques.

## Joueurs
Chaque équipe est composée de trois joueurs : un avant gauche (premier gant), un avant droit (deuxième gant) et un arrière.

### Avant gauche
C'est le maître à jouer de l'équipe. Il a pour objectif de marquer des points en réalisant des attaques (cortadas, lâchers...) et des demi-longues. Il doit également défendre lorsque son équipe est dominée. Ce joueur doit posséder un excellent sens du jeu, une bonne vista et une grande technique.

### Avant droit
C'est un joueur essentiel mais peu mis en lumière. Son travail de sape consiste à éloigner le plus possible l'arrière adverse afin de procurer des pelotes d'attaque à son avant gauche. Généralement, ce joueur est le buteur de l'équipe. C'est un rôle très important car le but est un geste complexe qui, bien réalisé, peut permettre à une équipe de prendre l'avantage dès le début du point. L'avant droit doit être puissant et régulier, mais également adroit afin de parer les attaques ou de marquer des points.

### Arrière
L'arrière est le défenseur de l'équipe. Son objectif est de faire perdre le moins de points possible et de maintenir l'équipe adverse à distance du mur, afin de les obliger à attaquer de loin. Il a également pour rôle de défendre les demi-longues adverses. Situé à plus de 70 mètres du fronton, l'arrière est soumis à rude épreuve lors d'une partie. Il doit être endurant et précis dans ses renvois.

## Différents coups utilisés

### Revers
Le revers est le coup le plus utilisé car c'est le plus puissant. Le joueur part dos au fronton et envoie la pelote dans un mouvement de balancier en pivotant autour de ses jambes.

### Coup droit
Il est très utilisé dans le jeu d'attaque car il permet d'être très précis.

### But
C'est un coup droit réalisé limpio au pied du mur. Il est très compliqué à réaliser. Toutefois, les meilleurs buteurs, à l'image de Patrice Amati, catapultent la pelote à plus de 70 mètres.

### Cortada
C'est un coup d'attaque qui consiste à envoyer la pelote au ras de la ligne du coup droit ou du revers. Généralement, la pelote est très rapide et assez basse ce qui la rend très difficile à rattraper.

### Lâcher (oudejada)
Ce coup s'apparente à un amorti. L'objectif est de faire mourir la pelote au pied du fronton.

### Demi-longue
Ce coup, particulièrement efficace sur terre battue, consiste à envoyer la pelote entre les avants et l'arrière adverses. C'est un coup très difficile à réaliser et qui, mal dosé, peut mettre en danger son équipe.

## Compétitions
Le championnat de France existe depuis la création de la grande semaine de pelote basque en 1922. Actuellement, ce championnat regroupe trois échelons :
- le Championnat de France Nationale A réunissant l'élite de la spécialité (statuts amateurs et professionnels confondus) ;
- le Championnat de France Nationale B ;
- le Challenge National (faisant office de troisième division).

Des compétitions régionales existent également et sont qualificatives pour le championnat de France. La plus connue est notamment le Championnat du Pays basque (comportant trois séries en seniors). Il existe également le championnat d'Île-de-France, le championnat de Côte d'Argent, le championnat de Provence-Alpes-Côte d'Azur et le Championnat Midi-Pyrénées. Chacune de ces compétitions comporte des catégories jeunes, allant de poussins à juniors.
La FFPB a également lancé en 2017 le circuit fédéral de grand chistera. Cette compétition regroupe les différents tournois organisés dans la discipline et attribue des points pour faire un classement des joueurs, à l'instar du tennis. Parmi ces tournois, on retrouve :
- le Pilotari Masters - Trophée Jean-Jaccachoury (Bidart) ;
- le trophée Etchemendy (Guéthary) ;
- le Trophée Jean-Marie-Mailharro (Saint-Jean-Pied-de-Port) ;
- le Grand chistera Master Cup (Hossegor).

## Liens
- Pelote basque
- Fronton (pelote basque)
- Chistera
- Athletic Club de Boulogne-Billancourt (pelote basque)